# Лобов Володимир Миколайович
Володимир Миколайович Лобов ((22 липня 1935 , Бураєво, Башкирська АРСР )) — радянський воєначальник, генерал армії (1989). Начальник Генерального штабу Збройних Сил СРСР (1991). Професор, доктор військових наук, кандидат історичних наук.
Народний депутат СРСР (1989—1991).

## Біографія
Народився у багатодітній сім'ї (6 дітей). Батько працював механіком машинно-тракторної станції (МТС). З 10 років одночасно з навчанням працював у МТС та в колгоспі .

## Початок військової служби
У 1954 році призваний на термінову службу в Радянську Армію. Служив у артилерійському полку 201-ї гірничо-стрілецької дивізії Туркестанського військового округу у місті Сталінабад (нині столиця Таджикистану Душанбе). У вересні 1956 року сержант В. Н. Лобов спрямований на навчання до Рязанського артилерійського училища, яке закінчив у 1959 році. Після закінчення училища залишений командиром взводу курсантів.
У 1960 році пройшов перепідготовку на військових курсах і у вересні направлений у щойно сформовані Ракетні війська стратегічного призначення СРСР, служив керівником взводу курсантів, викладачем та помічником начальника навчальної частини школи підготовки сержантів у ракетній дивізії в Читинській області до 1964 року. Член КПРС .

## На старших керівних посадах
У 1967 році закінчив Військову академію імені М. В. Фрунзе, призначений командиром мотострілецького батальйону у Групі радянських військ у Німеччині . У серпні 1968 року брав участь у введенні військ до Чехословаччини, силами свого батальйону захопив військовий аеродром під Прагою, а потім кілька важливих об'єктів у Празі. З травня 1969 — начальник штабу, а з 1970 — командир 74-го окремого навчального мотострілецького полку в Групі радянських військ в Німеччині.
З жовтня 1973 — командир 63-ї гвардійської навчальної мотострілецької дивізії в Ленінградському військовому окрузі, генерал-майор (25.04.1975) . З грудня 1975 — командир 26-го армійського корпусу в Архангельську . У 1979 році закінчив Військову академію Генерального штабу Збройних Сил СРСР імені К. Є. Ворошилова . З 1979 року — командувач 28-ї загальновійськової армії в Білоруському військовому окрузі . На чолі армії брав участь у найбільших радянських військових навчаннях " Захід-81 ". Генерал-лейтенант (1980).

## На найвищих командних посадах
З жовтня 1981 року — перший заступник командувача військ Ленінградського військового округу . З червня 1984 — командувач військами Середньоазіатського військового округу . Генерал-полковник (20.10.1984). У грудні 1986 року відмовився на вимогу керівництва Комуністичної партії Казахської РСР виводити війська округу на вулиці для розгону мітингів в Алма-Аті . Відряджувався для участі у роботах з ліквідації наслідків Чорнобильської катастрофи, був заступником Голови Державної комісії з ліквідації наслідків аварії.
З січня 1987 — перший заступник начальника Генерального штабу ЗС СРСР, за дорученням Генерального секретаря ЦК КПРС М. С. Горбачова розробив проект військової реформи, який, зокрема, передбачав скорочення терміну термінової служби з 2-х років до 18 місяців. Однак основні положення зустріли незгоду Міністра оборони СРСР Д. Т. Язова, в результаті Лобова було відсторонено з посади в листопаді 1988 року і деякий час перебував у розпорядженні міністра. З 24 січня 1989 року — перший заступник начальника Генерального штабу ЗС СРСР — начальник штабу Об'єднаних Збройних Сил держав — учасниць Варшавського договору . Після розпуску Варшавського договору з березня 1991 року вдруге перебував у розпорядженні міністра. З червня 1991 року — начальник Військової академії імені М. М. Ст. Фрунзе .
Після подій ГКЧП був 23 серпня 1991 призначений начальником Генерального штабу ЗС СРСР, вдруге розробляв концепцію військової реформи, намагався пом'якшити негативні наслідки для армії розвалу СРСР, що посилюється.
З 1 жовтня до 25 грудня 1991 р. — Член Ради оборони при Президентові СРСР .
Указом Президента СРСР від 7 грудня 1991 року звільнений з посади начальника Генерального штабу і втретє залишився без справ. З січня 1992 — військовий інспектор-радник Групи генеральних інспекторів Міністерства оборони . Після її розформування у травні 1992 року — у розпорядженні Міністра оборони Російської Федерації, якийсь час був військовим радником Президента Російської Федерації . Втретє працював над проектом воєнної реформи. Планував скорочення адміністративних функцій Міністерства оборони та посилення ролі Генерального штабу у керівництві військами, переведення армії на бригадну організацію зі скасуванням дивізійної та полкової ланок, скорочення терміну строкової служби. Практично всі положення були відкинуті керівництвом Міністерства оборони Росії, після чого у грудні 1993 року звільнений у запас, а березні 1994 року вийшов у відставку.
Після створення 2008 року Служби генеральних інспекторів є Генеральним інспектором Управління генеральних інспекторів Міністерства оборони Російської Федерації .
Живе у Москві . Депутат Верховної Ради СРСР 11 скликання (1984—1989). Народний депутат СРСР (1989—1991), член Комітету Верховної Ради СРСР з міжнародних справ. З 1992 року — член Експертних рад при Президентові Російської Федерації та при Уряді Російської Федерації. Активно працює у кількох громадських організаціях
Автор великої кількості наукових праць, у тому числі «Мистецтво військової хитрості» (1983), «Ставка на хитрість» (1984), «Інформація в економічному протиборстві систем» (1985), «Військова хитрість в історії воєн» (1987), « Місце та роль інформації» (1987), «Виховання честі та гідності в Російській армії» (1988), «Військова реформа: зв'язок часів» (1991), «Військова хитрість» (1992), «Військова хитрість і раптовість», «Енергія влади — Олександр I та Наполеон» (2011), понад 200 статей у збірниках та у військових журналах.

## Нагороди
- Орден Мужності (17 червня 2000 року, № 35140)
- Орден Пошани (4 травня 2000 року, № 9373)
- Орден Дружби (8 травня 1997 року, № 2201)
- Орден Червоного Прапора (19 лютого 1988 року, № 540413)
- Орден Кутузова 2-го ступеня (4 листопада 1981 року, № 3653)
- Орден Червоної Зірки (21 лютого 1969 року, № 3629049)
- Орден «За службу Батьківщині у Збройних Силах СРСР» 3-го ступеня (18 лютого 1975 року, № 2576)
- Орден «За службу Батьківщині у Збройних Силах СРСР» 2-го ступеня (19 липня 1985 року, № 722)
- медалі Радянського Союзу

- Орден «За заслуги перед Батьківщиною» у золоті (Німецька Демократична Республіка)
- медалі

- Військова енциклопедія у 8-ми томах. М.: Військове видавництво, 1994—2004. — Т. 4.